# Gare de Neuilly-Saint-Front
Pour les articles homonymes, voir Gare de Neuilly (homonymie).
La gare de Neuilly-Saint-Front est une gare ferroviaire française, fermée, de la ligne de Trilport à Bazoches, située sur le territoire de la commune de Vichel-Nanteuil, à proximité de Neuilly-Saint-Front, dans le département de l'Aisne, en région Hauts-de-France.
C'est une gare de la Société nationale des chemins de fer français (SNCF), qui était desservie, jusqu'au début d'avril 2016, par des trains des réseaux TER Hauts-de-France et TER Grand Est.

## Situation ferroviaire
Établie à 79 m d'altitude, la gare de Neuilly-Saint-Front se situe au point kilométrique (PK) 91,647 de la ligne de Trilport à Bazoches entre les gares de La Ferté-Milon et d'Oulchy - Breny.

## Histoire

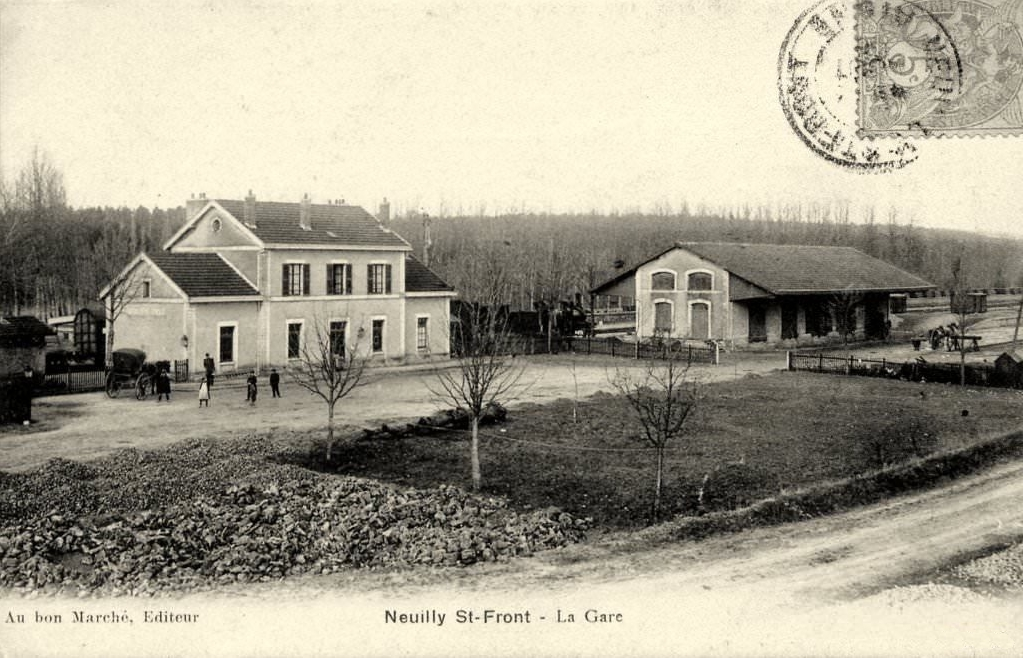
La gare, vers 1910.

La gare de Neuilly-Saint-Front ouvre aux voyageurs le 21 novembre 1885 à l’occasion de la mise en service par la Compagnie des chemins de fer de l'Est de la section de La Ferté-Milon à Oulchy - Breny de l'actuelle ligne de Trilport à Bazoches. À cette époque, elle fait partie d'une ligne venant de Château-Thierry.
Le reste de la ligne, de Trilport à La Ferté-Milon et d'Oulchy - Breny à Bazoches, est ouvert à la circulation le 1er juin 1894.
Le bâtiment voyageurs date de 1885. Il s'agit d'un bâtiment « Est » de type C tardif, identique à ceux construits sur le reste de la ligne en 1894. La décoration des gares construites en 1894, notamment celle de Lizy-sur-Ourcq, est plus riche que celle des gares construites en 1885.
Depuis le 3 avril 2016, il n'y a plus de transport ferroviaire de voyageurs entre La Ferté-Milon et Fismes. Les voyageurs sont acheminés en bus. La SNCF justifie cette décision par le mauvais état de la ligne à l'est de La Ferté-Milon ainsi que par le coût élevé d'une hypothétique rénovation de cette ligne.
En juillet 2023, d'après Google Maps, le bâtiment voyageurs et les quais de la gare sont détruits.

## Service des voyageurs
Le bâtiment voyageurs de la gare était déjà totalement désaffecté avant 2016. La gare étant située à 3 km du village de Chouy et à 2,5 km de la commune de Neuilly-Saint-Front, la majorité des habitants qui vivent à proximité de la gare et qui désirent se rendre à Paris préféraient se rendre en gare de La Ferté-Milon qui est quant à elle toujours desservie, par des trains de la ligne P du Transilien.